# Rajd Madery 2005
Rajd Madery 2005 (46. Rali Vinho da Madeira) – 46. edycja rajdu samochodowego Rajd Madery rozgrywanego w Portugalii. Rozgrywany był od 28 do 30 lipca 2005 roku. Była to piąta runda Rajdowych Mistrzostw Europy w roku 2005 oraz piąta runda Rajdowych Mistrzostw Portugalii. Składał się z 21 odcinków specjalnych.

## Klasyfikacja rajdu
| Miejsce                      | Kierowca                     | Pilot                        | Samochód                      | Czas                         | Strata                       |                              |
| Klasyfikacja generalna i ERC | Klasyfikacja generalna i ERC | Klasyfikacja generalna i ERC | Klasyfikacja generalna i ERC  | Klasyfikacja generalna i ERC | Klasyfikacja generalna i ERC | Klasyfikacja generalna i ERC |
| ---------------------------- | ---------------------------- | ---------------------------- | ----------------------------- | ---------------------------- | ---------------------------- | ---------------------------- |
| 1.                           | Renato Travaglia             | Flavio Zanella               | Renault Clio S1600            | 3:11:35.9                    | 0.0                          |                              |
| 2.                           | Cédric Robert                | Gérald Bedon                 | Renault Clio S1600            | 3:12:28.4                    | +52.5                        |                              |
| 3.                           | Miguel Campos                | Carlos Magalhaes             | Peugeot 206 S1600             | 3:13:33.7                    | +1:57.8                      |                              |
| 4.                           | Armindo Araujo               | Miguel Ramalho               | Mitsubishi Lancer Evo VIII MR | 3:15:08.3                    | +3:32.4                      |                              |
| 5.                           | José Pedro Fontes            | Fernando Prata               | Renault Clio S1600            | 3:15:51.0                    | +4:15.1                      |                              |
| 6.                           | Adruzilo Lopes               | Jorge Henriques              | Citroën C2 S1600              | 3:16:09.9                    | +4:34.0                      |                              |
| 7.                           | Chaves Pedro Matos           | Nuno Rodrigues da Silva      | Renault Clio S1600            | 3:16:40.4                    | +5:04.5                      |                              |
| 8.                           | Filipe Freitas               | Daniel Figueiroa             | Renault Clio S1600            | 3:16:59.3                    | +5:23.4                      |                              |
| 9.                           | José Camacho                 | Vítor Martins                | Peugeot 206 S1600             | 3:17:05.0                    | +5:29.1                      |                              |
| 10.                          | Alexandre Camacho            | Jorge Gonçalves              | Citroën Saxo Kit Car          | 3:17:42.7                    | +6:06.8                      |                              |
| Mistrzostwa Portugalii       |                              |                              |                               |                              |                              |                              |
| 1.                           | Renato Travaglia             | Flavio Zanella               | Renault Clio S1600            | 3:11:35.9                    | 0.0                          |                              |
| 2.                           | Cédric Robert                | Gérald Bedon                 | Renault Clio S1600            | 3:12:28.4                    | +52.5                        |                              |
| 3.                           | Miguel Campos                | Carlos Magalhaes             | Peugeot 206 S1600             | 3:13:33.7                    | +1:57.8                      |                              |
| 4.                           | Armindo Araujo               | Miguel Ramalho               | Mitsubishi Lancer Evo VIII MR | 3:15:08.3                    | +3:32.4                      |                              |
| 5.                           | José Pedro Fontes            | Fernando Prata               | Renault Clio S1600            | 3:15:51.0                    | +4:15.1                      |                              |
| 6.                           | Adruzilo Lopes               | Jorge Henriques              | Citroën C2 S1600              | 3:16:09.9                    | +4:34.0                      |                              |
| 7.                           | Chaves Pedro Matos           | Nuno Rodrigues da Silva      | Renault Clio S1600            | 3:16:40.4                    | +5:04.5                      |                              |